# 1864 en photographie
| Années de la photographie : 1861 - 1862 - 1863 - 1864 - 1865 - 1866 - 1867    |
| Décennies de la photographie : 1830 - 1840 - 1850 - 1860 - 1870 - 1880 - 1890 |

Cet article présente les faits marquants de l'année 1864 en photographie.

## Événements
- Le chimiste britannique Joseph Swan met au point le papier photographique au bromure d'argent et fait breveter le contre-transfert, amélioration décisive du tirage au charbon découvert précédemment par Alphonse Poitevin, pour éviter le jaunissement des clichés[1].
- Le britannique Walter Bentley Woodbury invente la photoglyptie, ou woodburytypie, procédé opto-mécanique de reproduction et d'impression d'images photographiques, destiné à remplacer les tirages argentiques et permettant la diffusion en grand nombre à des coûts moindres.
- 7 avril : le fonds de photographie des Frères Bisson, qui ont fait faillite, est mis en vente aux enchères à Paris[2].

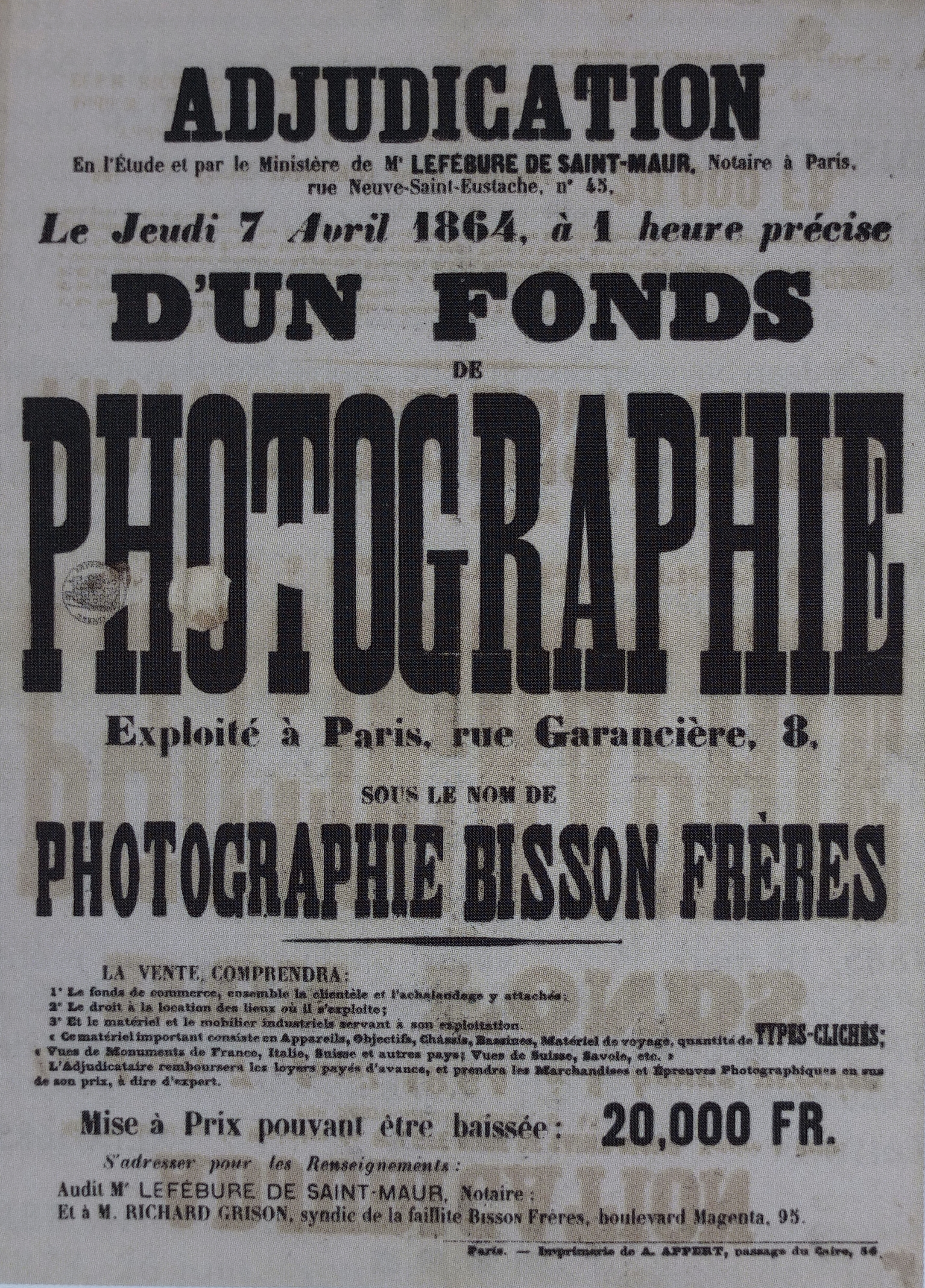
Affiche de la vente du fonds des photographes Bisson Frères à Paris.

- 9 août : François Willème dépose aux États-Unis son brevet pour la photosculpture.
- avril : Louise Laffon devient membre de la Société française de photographie, à laquelle elle fait don de plusieurs de ses œuvres.
- Isaac, dit Georges Lévy, et son beau-fils Moyse Léon, fondent à Paris le studio Léon & Lévy ; sous la marque « L.L. », ils produisent quelques milliers de stéréoscopies et de nombreuses cartes postales[3].
- Bertha Valerius est nommée photographe officielle de la cour royale à Stockholm en Suède.
- Louise Abel et son mari Hans Abel ouvrent à Oslo un studio et une entreprise de fournitures photographiques.
- Caroline von Knorring ouvre à Stockholm un studio professionnel de photographie.
- Le photographe britannique Henry Peach Robinson est contraint, à l'âge de trente-quatre ans,  d'abandonner son studio photographique de Leamington Spa en raison de problèmes de santé dus à l'exposition aux produits chimiques photographiques toxiques ; il s'installe à Londres et se consacre à la recherche théorique sur la photographie[4].
- Création par Hermann Wilhelm Vogel à Berlin de la revue de photographie Photographische Mitteilungen (de).
- Le British Journal of Photography (BJP), publié à Liverpool depuis 1854, s'installe à Londres[5].
- 24 août : la rue Neuve-Brézin dans le 14e arrondissement de Paris devient la rue Niepce en prenant le nom de Nicéphore Niépce.

## Photographies notables
- printemps : Shima Ryū photographie son mari, le photographe Shima Kakoku ; c'est la première photographie connue faite par une femme au Japon[6].

## Livres de photographies
- Jules Labarte commence la publication de l'Histoire des arts industriels au Moyen Âge et à l'époque de la Renaissance en 4 volumes, achevée en 1866, illustrée de photographies[7].
- David Wilkie Wynfield (en) publie à Londres ses photographies d'artistes de son époque, en imitant les effets picturaux de peintres comme le Titien : The Studio: A Collection of Photographic Portraits of Living Artists, Taken in the Style of Old Masters, by an Amateur[8].

## Études, essais, articles
- René Dagron, Essai de photographie microscopique, Paris, Giraud, 36 p.
- Alphonse Davanne et Aimé Girard, Recherches théoriques et pratiques sur la formation des épreuves photographiques positives : mémoire présenté à l'Académie des sciences et à la Société française de photographie, Paris, Gauthier-Villars, VI-152 p. (Lire en ligne).
- Alphonse Liébert, La photographie en Amérique, ou, Traité complet de photographie pratique par les procédés américains sur glace, papier, toile à tableaux, toile caoutchouc, plaques mélainotypes pour médaillons, etc., Paris, Leiber, 1864, XII-422 p. (lire en ligne).

## Naissances
- 1er janvier : Alfred Stieglitz, photographe américain, galeriste et éditeur, mort le 13 juillet 1946.
- 15 janvier : Frances Benjamin Johnston, photographe et photojournaliste américaine, morte le 16 mai 1952.
- 4 février : Adolphe Duperly, photographe français, actif Kingston en Jamaïque, né en 1801.
- 28 février : Pierre-Fortunat Pinsonneault, photographe canadien, mort le 26 janvier 1938.
- 8 mars : James Craig Annan, photographe écossais, mort le 5 juin 1946.
- 20 avril : Jules Beau, photographe français, spécialisé dans le reportage sportif, mort le 5 avril 1932.
- 19 mai : Carl Akeley, naturaliste et photographe américain, mort le 18 novembre 1926.
- 8 juillet : Fred Holland Day, photographe et éditeur américain, mort le 12 novembre 1933.
- 10 juillet : George Charles Beresford, photographe britannique, mort le 21 février 1938.
- 4 août : Belle Johnson, photographe américaine, , morte le 19 juillet 1945.
- 19 septembre : Auguste Vautier, industriel et photographe suisse, inventeur et promoteur du Téléphot, ancêtre du téléobjectif, mort le 2 décembre 1932.
- 5 octobre : Louis Lumière, ingénieur et industriel français, qui a joué un rôle primordial dans l'histoire du cinéma et de la photographie, mort le 6 juin 1948.
- 3 décembre : Nicola Perscheid, photographe allemand, mort le 12 mai 1930.
- 16 décembre : Emmanuel Pottier, photographe français, mort le 11 mars 1921.

## Décès
- 7 mars : 
  - Camille Dolard, peintre et photographe français, mort le 1er décembre 1810.
  - Amélie Guillot-Saguez, artiste peintre et photographe française, née le 8 novembre 1810.
- 7 août : Janez Puhar, prêtre, photographe et peintre slovène qui a mis au point un procédé pour faire des photographies sur verre, né le 26 août 1814.